# Фёдоровка (Бериславский район)
Фёдоровка (укр. Федорівка) — село в Высокопольской поселковой общине Бериславского района Херсонской области Украины.
Почтовый индекс — 74030. Телефонный код — 5535.

## Население
Население по переписи 2001 года составляло 154 человека.

### Языковой состав
Родной язык населения по данным переписи 2001 года:
| Язык       | Численность, чел. | Доля     |
| ---------- | ----------------- | -------- |
| Украинский | 153               | 99,35 %  |
| Другое     | 1                 | 0,65 %   |
| Итого      | 154               | 100,00 % |